# Duminitschi (Kaluga)
Duminitschi (russisch Думи́ничи) ist eine Siedlung städtischen Typs in der Oblast Kaluga in Russland mit 6326 Einwohnern (Stand 14. Oktober 2010).

## Geographie
Der Ort liegt etwa 100 km Luftlinie südwestlich des Oblastverwaltungszentrums Kaluga einige Kilometer vom linken Ufer der Schisdra entfernt.
Duminitschi ist Verwaltungszentrum des Rajons Duminitschski sowie Sitz der Stadtgemeinde (gorodskoje posselenije) Possjolok Duminitschi, zu der außerdem die Siedlung bei der Bahnstation Duminitschi (4 km südöstlich) gehört.

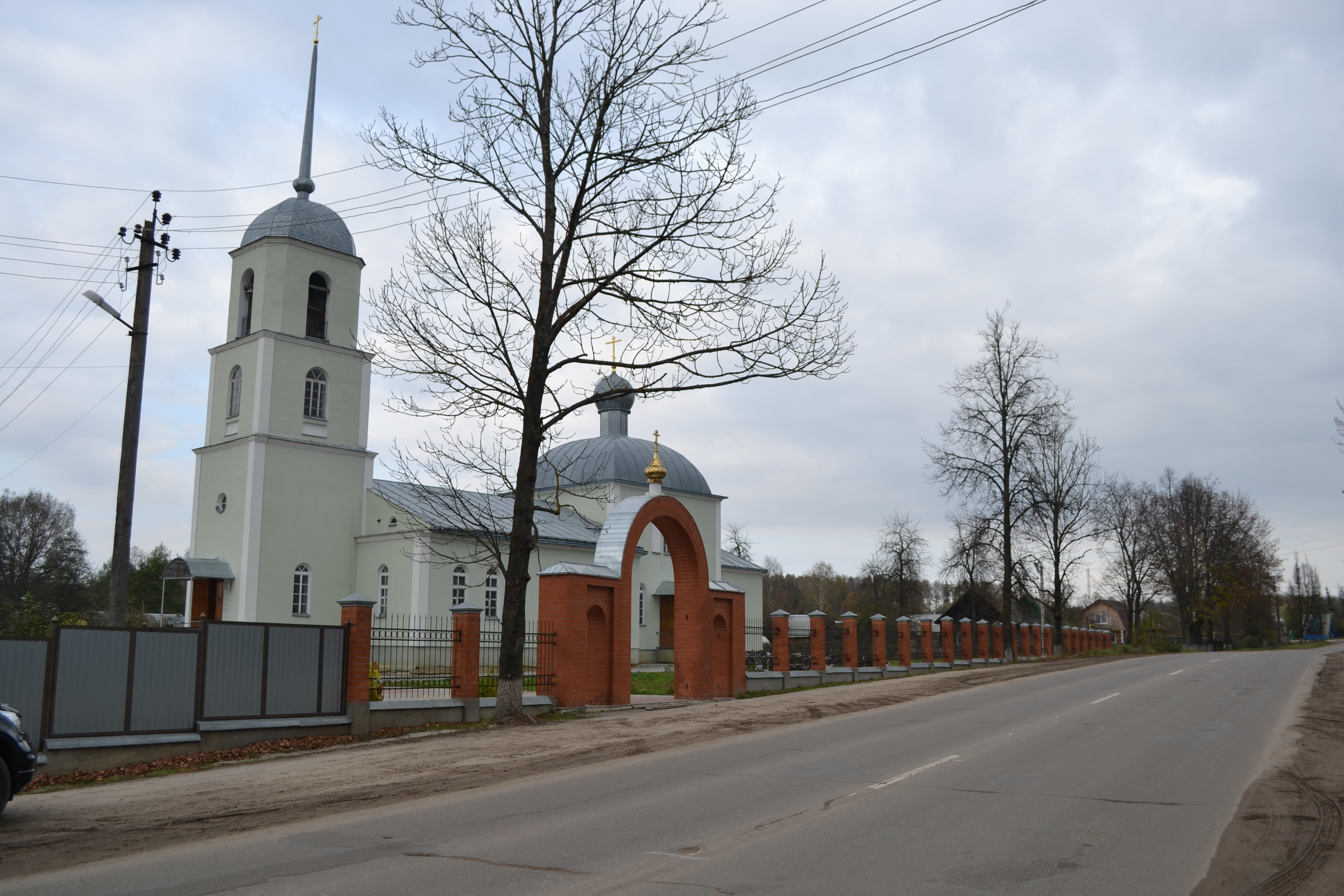
Kirche der Siedlung
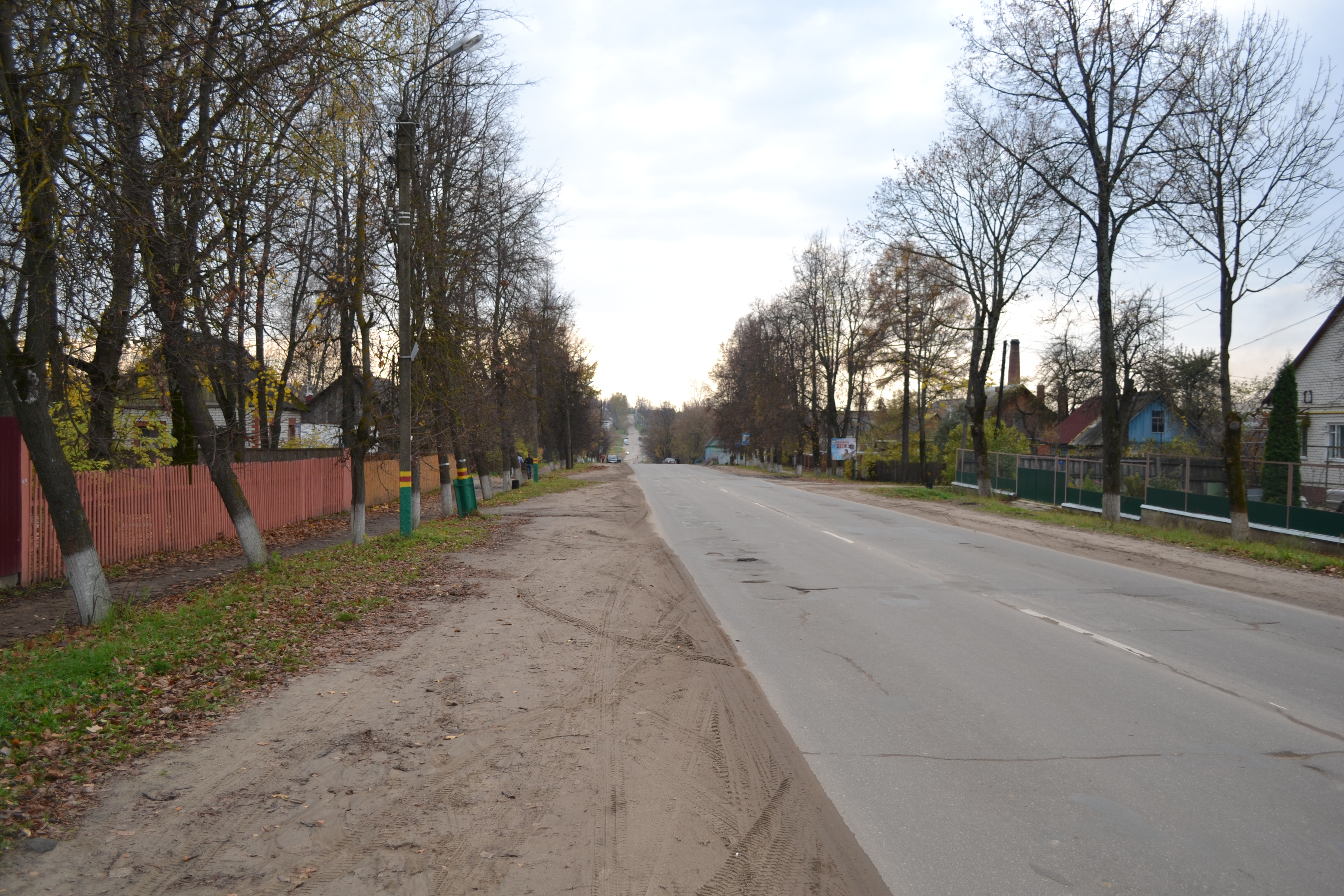
Straße in Duminitschi
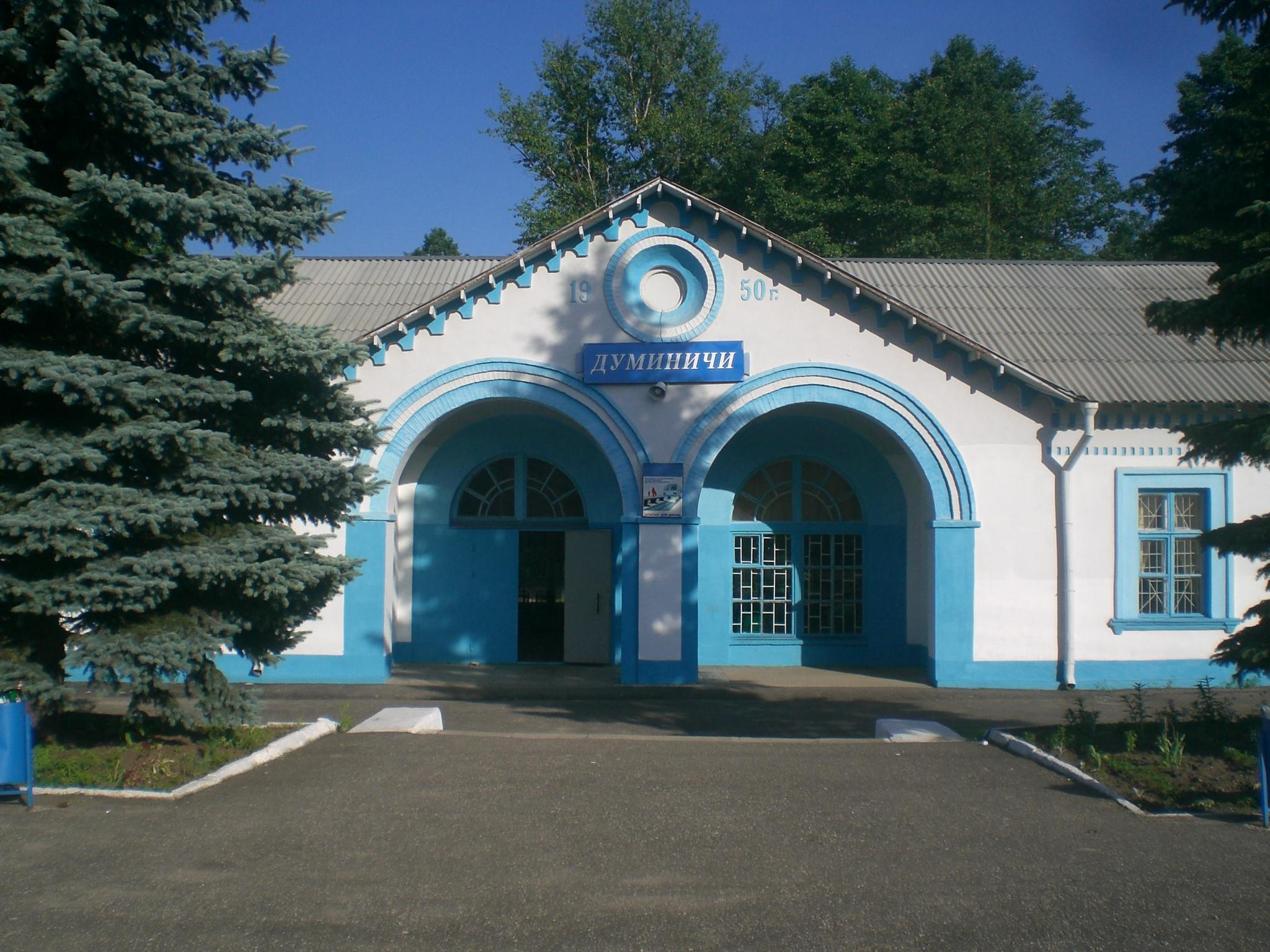
Bahnhof Duminitschi

## Geschichte
Der Ort entstand 1882 im Zusammenhang mit der Errichtung eines Eisenwerkes durch den Koselsker Kaufmann A. Zyplakow und den Schisdraer Grundbesitzer I. Labunski, das nach dem wenig südlich gelegenen und bis heute eigenständigen Dorf Duminitschi als Duminitschski sawod bezeichnet wurde und 1883 in Betrieb ging. 1898/1899 wurde an der nahen Bahnstrecke Moskau – Brjansk – Kiew die Station Duminitschi errichtet und ein Gleisanschluss an das Werk herangeführt.
Am 1. Januar 1926 wurde die Werkssiedlung Verwaltungssitz einer Wolost. Am 24. Oktober 1927 erhielt Duminitschski sawod den Status einer Siedlung städtischen Typs, und am 17. Juni 1929 wurde es Verwaltungssitz des neu geschaffenen Duminitschski rajon. Im Oktober 1932 erhielt die Siedlung den heutigen, kürzeren Namen wie das Dorf und die Bahnstation.
Im Zweiten Weltkrieg war Duminitschi von 5. Oktober 1941 bis um den 5. Januar 1942 und nach einer zwischenzeitlichen Rückeroberung durch die Rote Armee erneut etwa vom 20. Januar bis 2. April 1942 von der deutschen Wehrmacht besetzt.

### Bevölkerungsentwicklung
| Jahr | Einwohner |
| ---- | --------- |
| 1914 | 2244      |
| 1939 | 4583      |
| 1959 | 6743      |
| 1970 | 7734      |
| 1979 | 7549      |
| 1989 | 7418      |
| 2002 | 7866      |
| 2010 | 6326      |

Anmerkung: ab 1939 Volkszählungsdaten

## Verkehr
Duminitschi besitzt in dem Gemeindeteil vier Kilometer südöstlich der Ortsmitte einen Bahnhof bei Kilometer 287 der 1899 eröffneten und auf diesem Abschnitt seit 1965 elektrifizierten Eisenbahnstrecke Moskau – Kiew.
Durch den Ort bis zur Bahnstation verläuft die Regionalstraße 29K-010, die an der etwa sieben Kilometer nordwestlich vorbeiführenden föderalen Fernstraße M3 Ukraina von Moskau über Brjansk zur ukrainischen Grenze beginnt.